# Prieuré de Brinkburn
Le prieuré de Brinkburn est un ancien monastère construit à partir du XIIe siècle, dans un méandre de la rivière Coquet, à environ 4 milles à l'est de Rothbury, Northumberland, Angleterre.
L'église prieurale a survécu à la dissolution des monastères car elle était aussi une église paroissiale. Après son déclin au cours des siècles qui suivent la dissolution, l'église est restaurée au XIXe siècle. Il s'agit d'un bâtiment classé de catégorie I confié à l'English Heritage. Il ne reste que peu de choses des autres structures monastiques, à l'emplacement desquelles se trouve aujourd'hui un manoir, juste au sud de l'église.

## Histoire ancienne
Brinkburn est fondée par William Bertram, baron de Mitford, sous le règne d'Henri Ier en tant que prieuré augustinien. La date exacte n'est pas connue mais ne peut pas être postérieure à 1135, puisque Henri meurt cette année-là. Vers 1180 environ, Brinkburn devient indépendante, et la construction de l'église monastique commence. Le style architectural est décrit comme « de transition » (c'est-à-dire entre le normand et le gothique).
Bien que le Prieuré ait acquis des terres dans le Northumberland et à Durham au fil des années, il n'a jamais été particulièrement riche. On sait peu de choses sur les débuts de l'histoire du prieuré, même si l'on sait qu'il a survécu à des périodes difficiles. En 1419, il subit un pillage.

## Dissolution
Le prieuré de Brinkburn est dissous en 1536 après que le Parlement ait promulgué la Loi sur la dissolution des petits monastères. Les « petits monastères » sont ceux dont le revenu annuel est inférieur à 200 £, et Brinkburn tombe dans cette catégorie car en 1535, la valeur du prieuré a été enregistrée à 69 £ dans le Valor Ecclesiasticus. Après la dissolution, le domaine appartient principalement à la famille Fenwick et, à la fin du XVIe siècle, ils construisent un manoir juste au sud de l'église du prieuré, sur le site de certains des autres bâtiments du prieuré.
Les services religieux continuent à avoir lieu à Brinkburn et l'église est conservée dans un bon état jusqu'à la fin du XVIe siècle. En 1602, elle est signalée comme étant dans un état de délabrement et, à un moment donné avant 1700, le toit s'effondre et les services réguliers sont abandonnés.

## Histoire moderne

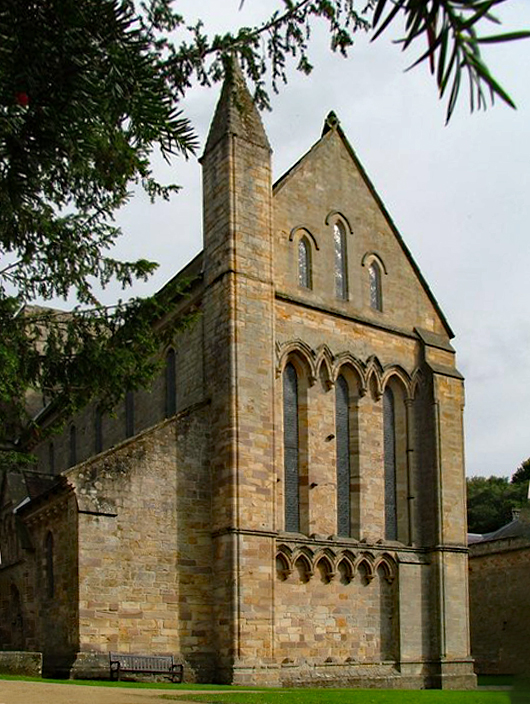
façade ouest

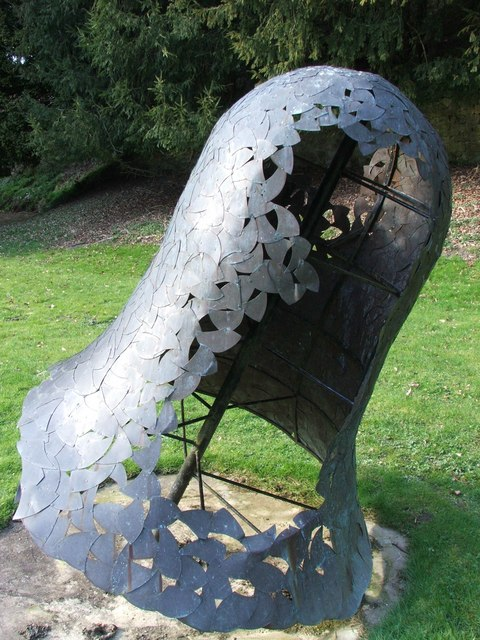
Cloche de Brinkburn.

Dans les années 1750, Thomas Sharp, archidiacre de Northumberland, tente de réparer les ruines. Bien que le projet ait bénéficié d'un soutien considérable, les travaux sont interrompus après un différend entre le propriétaire William Fenwick et le vicaire de Felton.
Au XIXe siècle, la famille Cadogan, propriétaire de Brinkburn, relance les plans de restauration de l'église et les travaux commencent en 1858. La toiture est achevée en l'espace d'un an et les vitraux sont insérés en 1864. L'église n'est cependant meublée qu'en 1868. Le prieuré de Brinkburn est aujourd'hui une restauration du XIXe siècle de l'original médiéval. 
La pierre tombale du prieur William, évêque de Durham (mort en 1484) est retrouvée lors de la reconstruction, tout comme la pierre d'autel originale avec cinq croix. Cette dernière est encore conservée avec un bénitier ancien.
Des services religieux y sont encore occasionnellement organisés. Il est également un lieu de concerts, notamment le Brinkburn Festival dirigé par Paul McCreesh.
Le manoir, qui utilise une partie du sous-sol voûté de la salle à manger des moines, présente une apparence du XIXe siècle. Il s'agit d'un bâtiment classé grade II*.
Brinkburn Mill, qui fait autrefois partie de l'enceinte du prieuré, est reconstruit au XIXe siècle. Il est rénové en 1990 par le Landmark Trust.
L'église est utilisée pour les scènes de la consécration d'Edmund Blackadder à la cathédrale de Canterbury dans l'épisode L'Archevêque de la première série de La Vipère noire en 1983.